# Giải Quả cầu vàng lần thứ 73
Giải Quả cầu vàng
lần thứ 73

10 tháng 1 năm 2016
Phim hay nhất  – Chính kịch: 

The Revenant
Phim hay nhất  – Nhạc kịch hoặc hài: 

The Martian
Phim truyền hình hay nhất  – chính kịch: 

Mr. Robot
Phim truyền hình hay nhất  – nhạc kịch hoặc hài: 

Mozart in the Jungle
Phim truyền hình một tập hoặc loạt phim ngắn tập: 

Wolf Hall
Giải Quả cầu vàng lần thứ 73, vinh danh những tác phẩm điện ảnh và truyền hình xuất sắc nhất của năm 2015, được truyền hình trực tiếp từ Khách sạn Beverly Hilton ở Beverly Hills, California vào ngày 10 tháng 1 năm 2016 lúc 5:00 p.m. PST / 8:00 p.m. EST bởi đài NBC. Lễ trao giải do công ty Dick Clark Productions hợp tác cùng Hiệp hội báo chí nước ngoài ở Hollywood sản xuất. Các đề cử được công bố vào ngày 10 tháng 12 năm 2015 ở Khách sạn Beverly Hilton bởi Angela Bassett, America Ferrera, Chloë Grace Moretz và Dennis Quaid.
Ricky Gervais lần thứ tư đảm nhận vai trò dẫn chương trình lễ trao giải thưởng này.

## Giải thưởng và đề cử

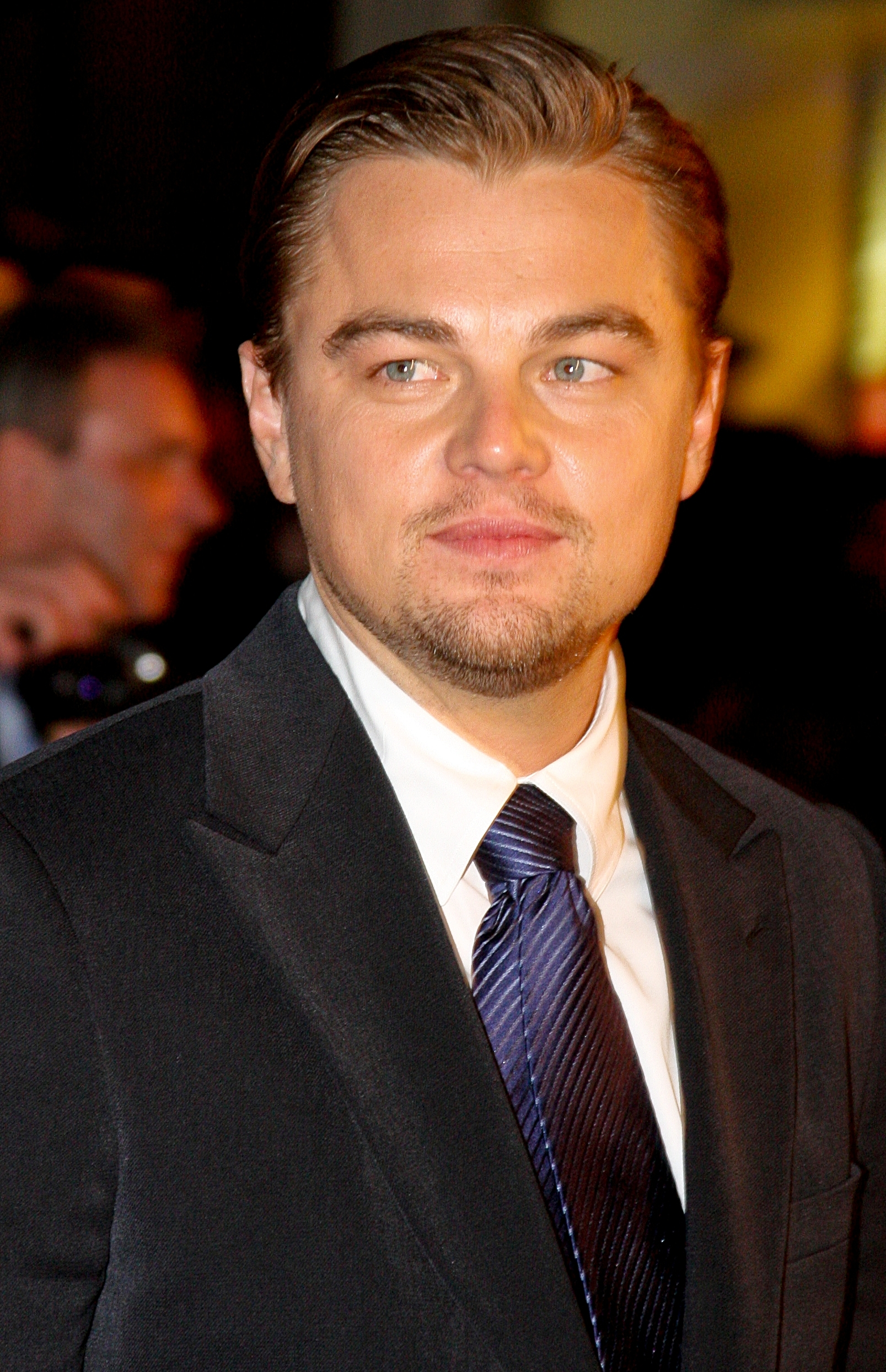
Leonardo DiCaprio, Nam diễn viên chính phim chính kịch xuất sắc nhất

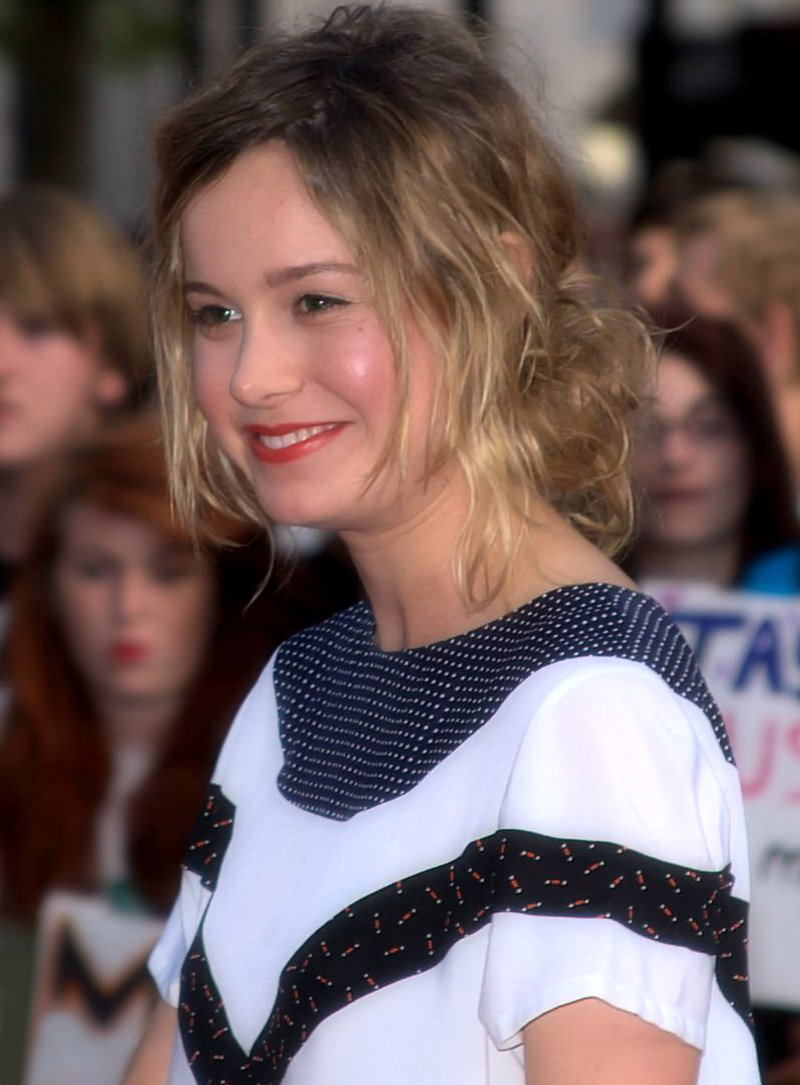
Brie Larson, Nữ diễn viên chính phim chính kịch xuất sắc nhất

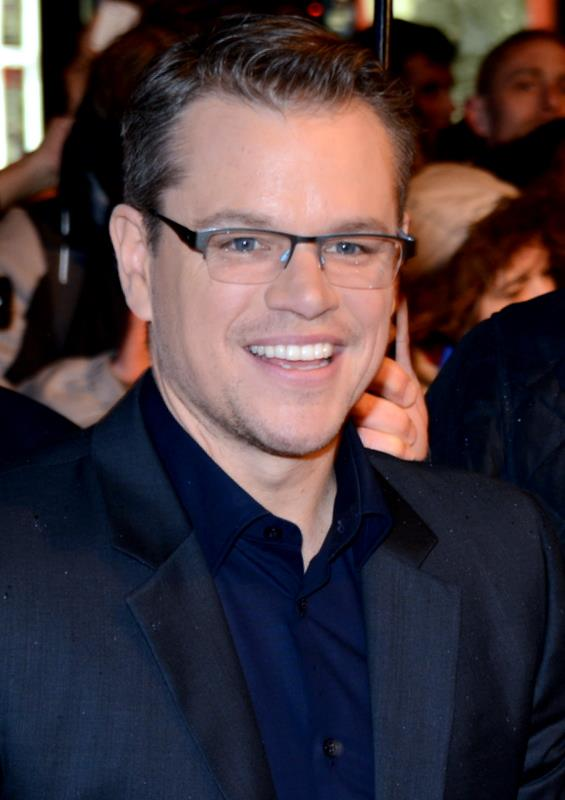
Matt Damon, Nam diễn viên chính phim nhạc kịch hoặc hài xuất sắc nhất

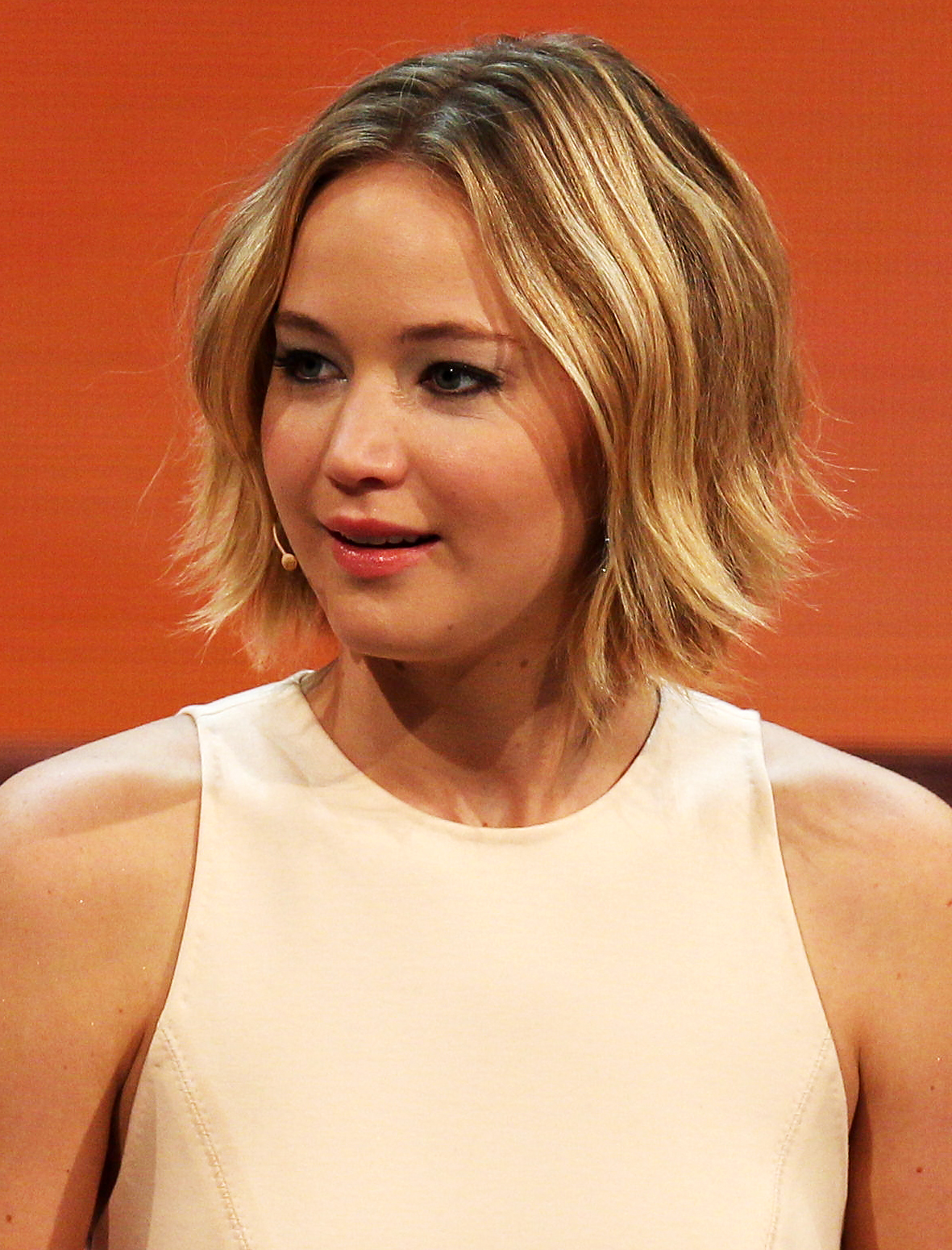
Jennifer Lawrence, Nữ diễn viên chính phim nhạc kịch hoặc hài xuất sắc nhất

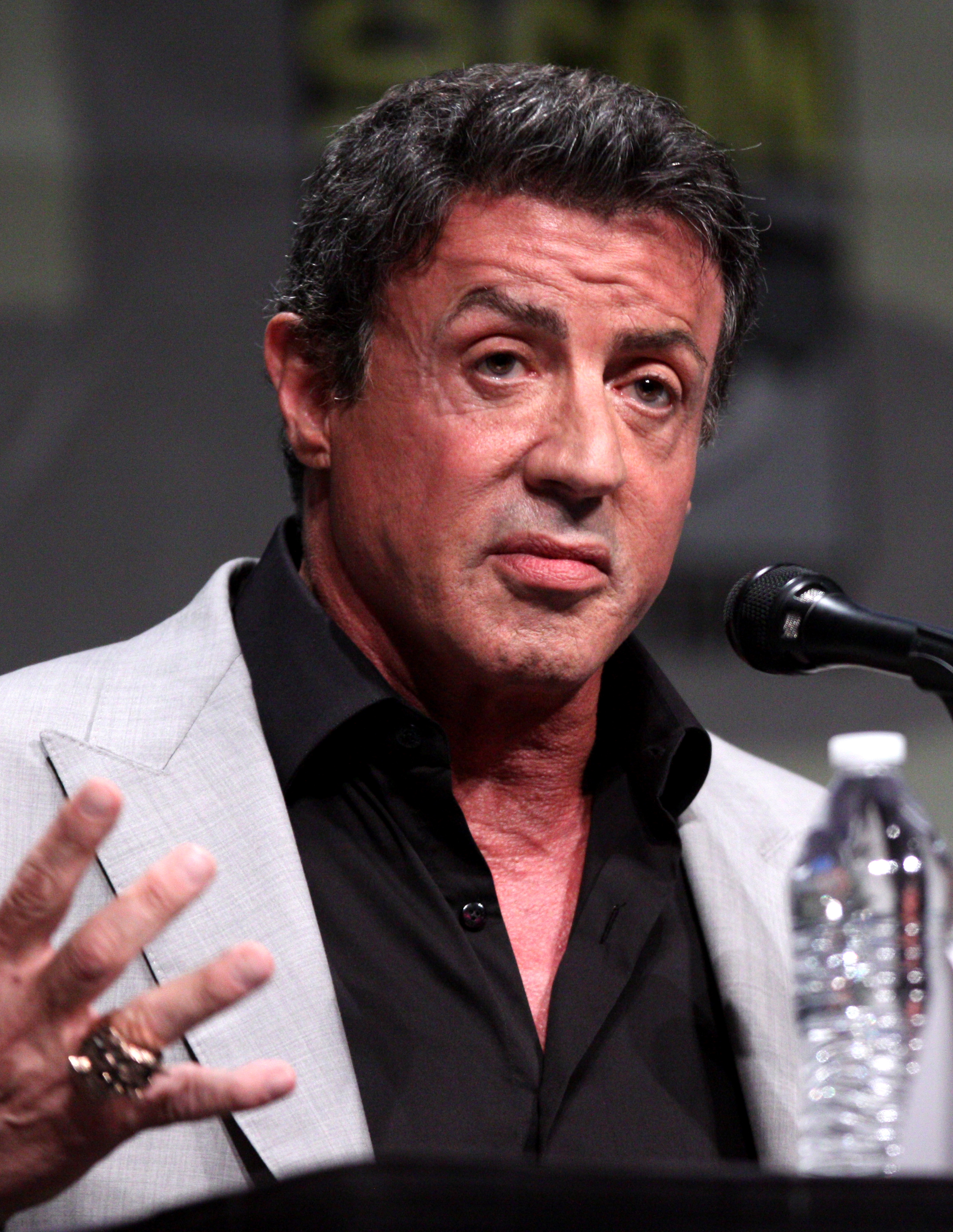
Sylvester Stallone, Nam diễn viên phụ xuất sắc nhất

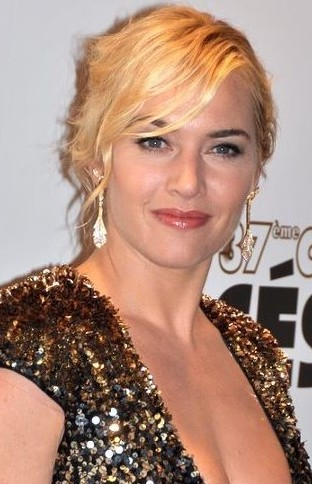
Kate Winslet, Nữ diễn viên phụ xuất sắc nhất

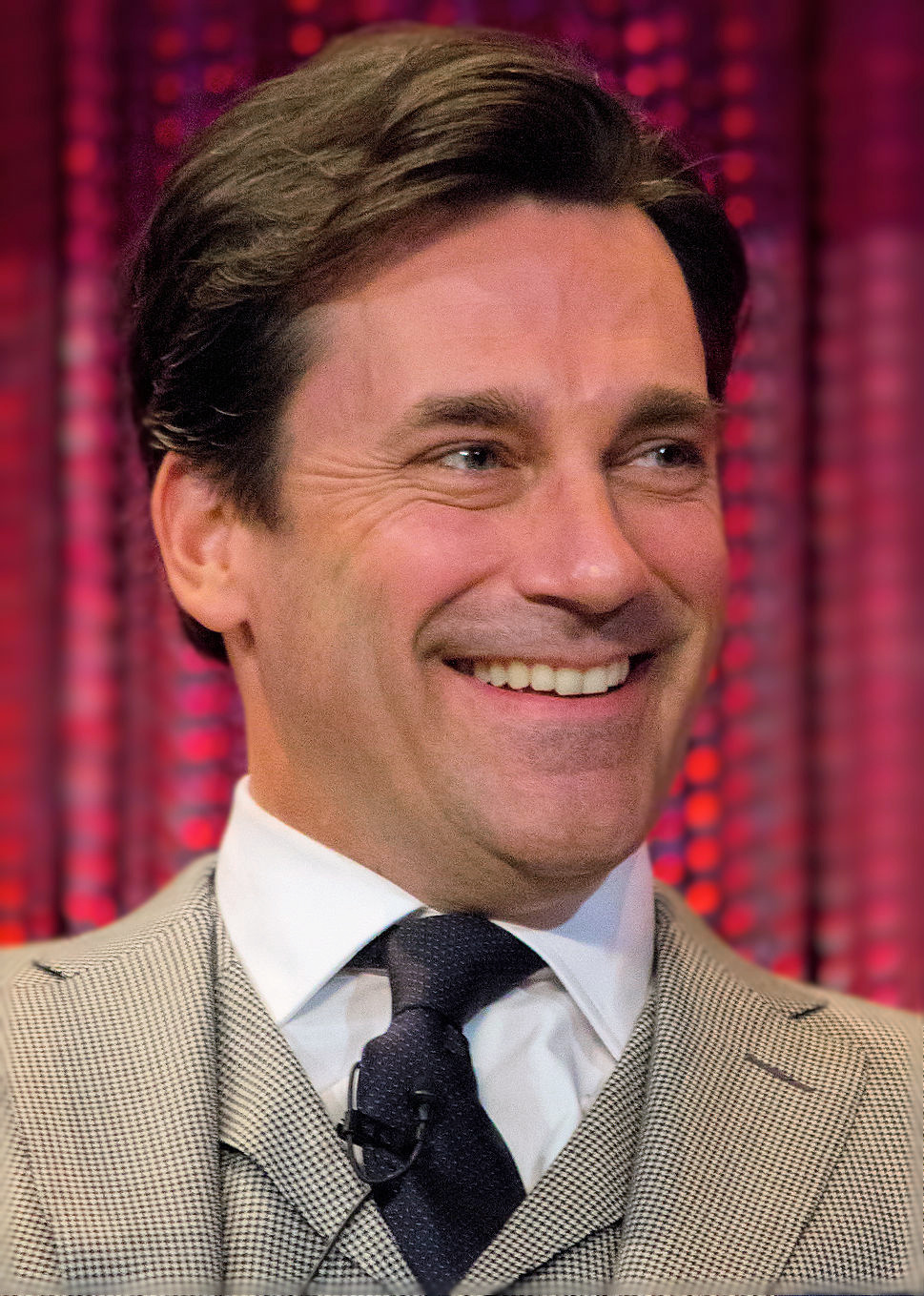
Jon Hamm, Nam diễn viên chính phim truyền hình chính kịch xuất sắc nhất

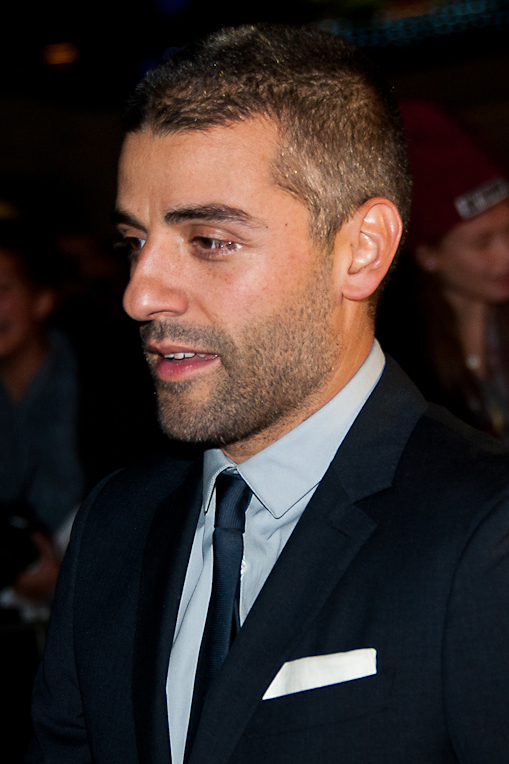
Oscar Isaac, Nam diễn viên chính phim truyền hình một tập hoặc loạt phim ngắn tập xuất sắc nhất

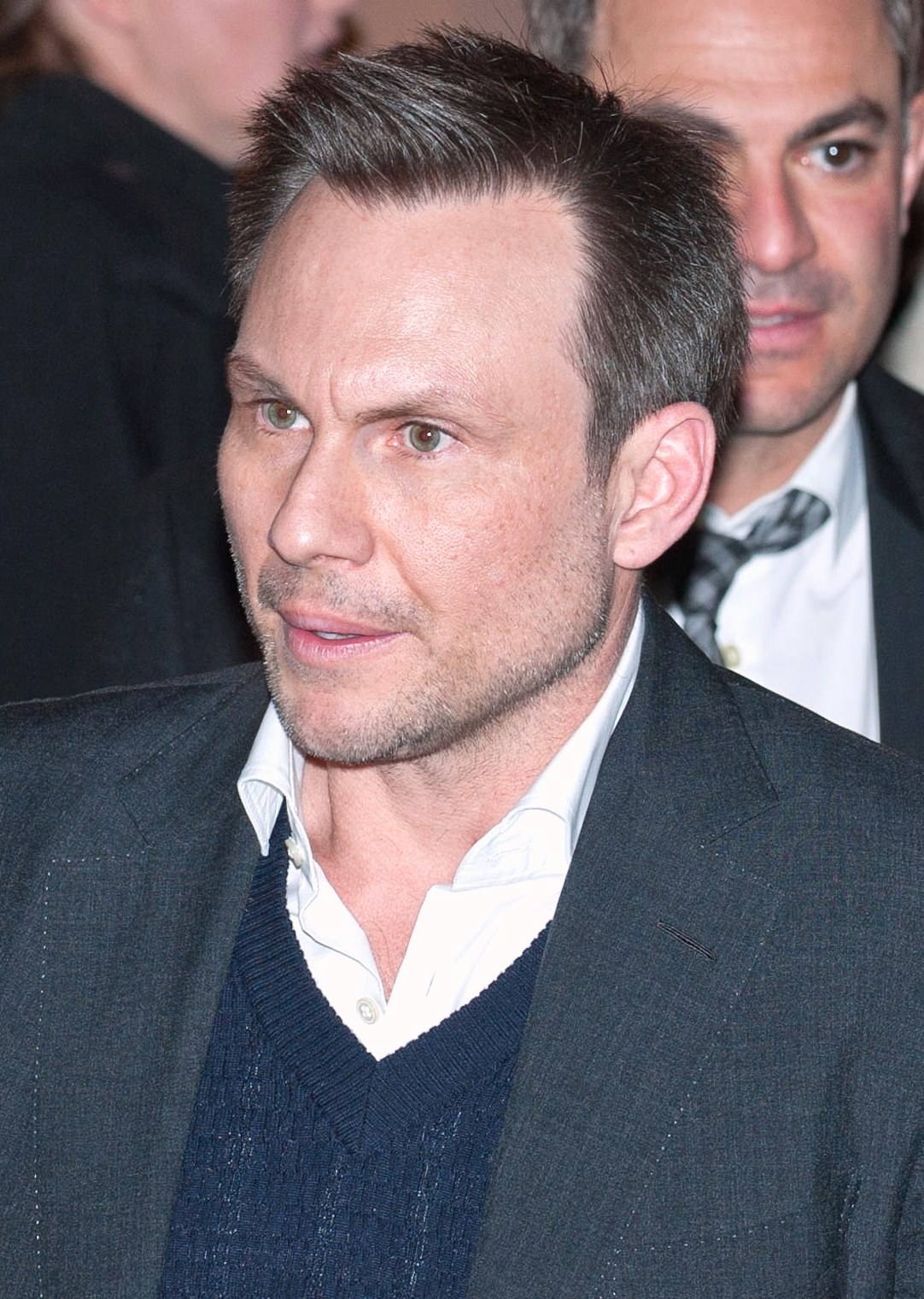
Christian Slater, Nam diễn viên phụ phim truyền hình, phim truyền hình một tập hoặc loạt phim ngắn tập xuất sắc nhất

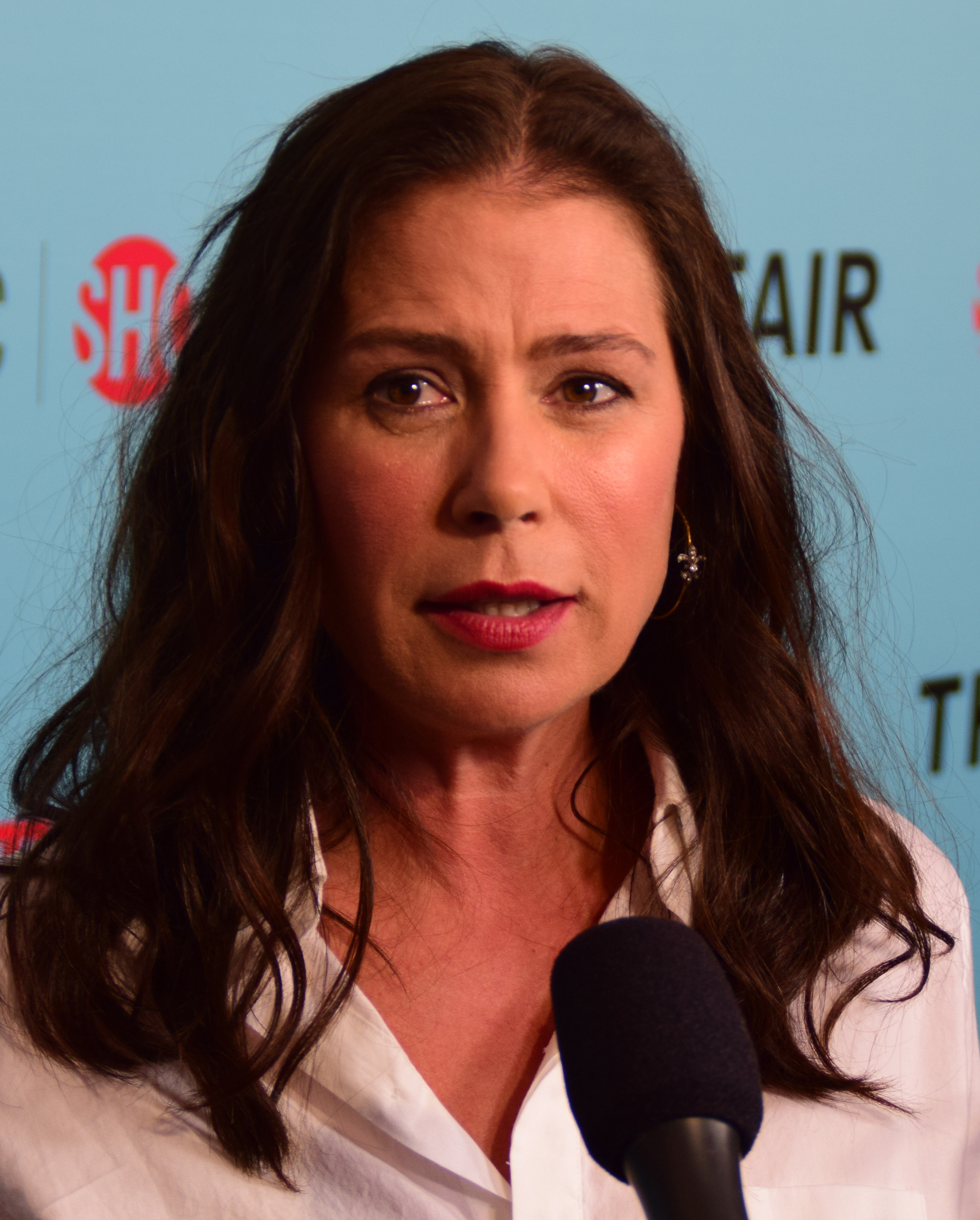
Maura Tierney, Nữ diễn viên phụ phim truyền hình, phim truyền hình một tập hoặc loạt phim ngắn tập xuất sắc nhất

Dưới đây là danh sách đề cử Giải Quả cầu vàng lần thứ 73. Phim/người giành chiến thắng ghi ở đầu danh sách.

### Phim điện ảnh
| Phim điện ảnh hay nhất | Phim điện ảnh hay nhất |
| Chính kịch | Phim ca nhạc hoặc hài |
| --- | --- |
| - The Revenant - Carol - Max điên cuồng 4: Con đường tử thần - Room - Spotlight | - The Martian - The Big Short - Joy - Quý bà điệp viên - Trainwreck |
| Diễn xuất trong phim chính kịch | |
| Nam diễn viên chính | Nữ diễn viên chính |
| - Leonardo DiCaprio – The Revenant trong vai Hugh Glass - Bryan Cranston – Trumbo trong vai Dalton Trumbo - Michael Fassbender – Steve Jobs trong vai Steve Jobs - Eddie Redmayne – The Danish Girl trong vai Lili Elbe - Will Smith – Concussion trong vai Bennet Omalu        | - Brie Larson – Room trong vai Joy "Ma" Newsome - Cate Blanchett – Carol trong vai Carol Aird - Rooney Mara – Carol trong vai Therese Belivet - Saoirse Ronan – Brooklyn trong vai Eilis Lacey - Alicia Vikander – The Danish Girl trong vai Gerda Wegener |
| Diễn xuất trong phim hài hoặc nhạc kịch | |
| Nam diễn viên chính | Nữ diễn viên chính |
| - Matt Damon – The Martian trong vai Mark Watney - Christian Bale – The Big Short trong vai Michael Burry - Steve Carell – The Big Short trong vai Steve Eisman - Al Pacino – Danny Collins trong vai Danny Collins - Mark Ruffalo – Infinitely Polar Bear trong vai Cam Stuart | - Jennifer Lawrence – Joy trong vai Joy Mangano - Melissa Ann McCarthy – Quý bà điệp viên trong vai Susan Cooper / Carol Jenkins / Penny Morgan - Amy Schumer – Trainwreck trong vai Amy Townsend - Maggie Smith – The Lady in the Van trong vai Miss Mary Shepherd / Margaret Fairchild - Lily Tomlin – Grandma trong vai Elle Reid                                             |
| Diễn xuất phụ trong phim điện ảnh | |
| Nam diễn viên phụ | Nữ diễn viên phụ |
| - Sylvester Stallone – Creed trong vai Rocky Balboa - Paul Dano – Love & Mercy trong vai young Brian Wilson - Idris Elba – Beasts of No Nation trong vai Commandant - Mark Rylance – Bridge of Spies trong vai Rudolf Abel - Michael Shannon – 99 Homes trong vai Rick Carver   | - Kate Winslet – Steve Jobs trong vai Joanna Hoffman - Jane Fonda – Youth trong vai Brenda Morel - Jennifer Jason Leigh – The Hateful Eight trong vai Daisy Domergue - Helen Mirren – Trumbo trong vai Hedda Hopper - Alicia Vikander – Ex Machina trong vai Ava |
| Khác | |
| Đạo diễn xuất sắc nhất | Kịch bản hay nhất |
| - Alejandro González Iñárritu – The Revenant - Todd Haynes – Carol - Tom McCarthy – Spotlight - George Miller – Max điên cuồng 4: Con đường tử thần - Ridley Scott – The Martian                                                                                                | - Aaron Sorkin – Steve Jobs - Emma Donoghue – Room - Tom McCarthy và Josh Singer – Spotlight - Charles Randolph và Adam McKay – The Big Short - Quentin Tarantino – The Hateful Eight |
| Nhạc phim hay nhất | Ca khúc trong phim hay nhất |
| - Ennio Morricone – The Hateful Eight - Carter Burwell – Carol - Alexandre Desplat – The Danish Girl - Daniel Pemberton – Steve Jobs - Ryuichi Sakamoto, Alva Noto – The Revenant                                                                                               | - "Writing's on the Wall" (Sam Smith, Jimmy Napes) – Spectre - "Love Me like You Do" (Max Martin, Savan Kotecha, Ali Payami, Tove Lo, Ilya Salmanzadeh) – Năm mươi sắc thái - "One Kind of Love" (Brian Wilson, Scott Bennett) – Love & Mercy - "See You Again" (DJ Frank E, Andrew Cedar, Charlie Puth, Wiz Khalifa) – Fast & Furious 7 - "Simple Song #3" (David Lang) – Youth |
| Phim hoạt hình hay nhất | Phim ngoại ngữ hay nhất |
| - Những mảnh ghép cảm xúc - Anomalisa - Chú khủng long tốt bụng - The Peanuts Movie - Cừu quê ra phố | - Son of Saul (Hungary) - The Brand New Testament (Bỉ/Pháp/Luxembourg) - The Club (Chile) - The Fencer (Phần Lan/Đức/Estonia) - Mustang (Pháp) |

### Phim có nhiều đề cử
16 phim dưới đây đã nhận được nhiều đề cử cùng lúc:
| Số đề cử | Tên phim                            |
| -------- | ----------------------------------- |
| 5        | Carol                               |
| 4        | Steve Jobs                          |
| 4        | The Big Short                       |
| 4        | The Revenant                        |
| 3        | Room                                |
| 3        | Spotlight                           |
| 3        | The Danish Girl                     |
| 3        | The Hateful Eight                   |
| 3        | The Martian                         |
| 2        | Joy                                 |
| 2        | Love & Mercy                        |
| 2        | Max điên cuồng 4: Con đường tử thần |
| 2        | Quý bà điệp viên                    |
| 2        | Trainwreck                          |
| 2        | Trumbo                              |
| 2        | Youth                               |

### Phim thắng nhiều giải
3 phim dưới đây giành nhiều giải thưởng cùng lúc:
| Số giải | Tên phim     |
| ------- | ------------ |
| 3       | The Revenant |
| 2       | The Martian  |
| 2       | Steve Jobs   |

### Truyền hình
| Phim truyền hình hay nhất | Phim truyền hình hay nhất |
| Phim truyền hình chính kịch | Ca nhạc hoặc hài |
| --- | --- |
| - Mr. Robot - Empire - Game of Thrones - Narcos - Outlander | - Mozart in the Jungle - Casual - Orange Is the New Black - Silicon Valley - Transparent - Phó tổng thống |
| Diễn xuất trong phim truyền hình chính kịch | |
| Nam diễn viên | Nữ diễn viên |
| - Jon Hamm – Mad Men trong vai Don Draper - Rami Malek – Mr. Robot trong vai Elliot Alderson - Wagner Moura – Narcos trong vai Pablo Escobar - Bob Odenkirk – Better Call Saul trong vai Saul Goodman - Liev Schreiber – Ray Donovan trong vai Ray Donovan                                             | - Taraji P. Henson – Empire trong vai Cookie Lyon - Caitriona Balfe – Outlander trong vai Claire Fraser - Viola Davis – How to Get Away with Murder trong vai Prof. Annalise Keating, J.D. - Eva Green – Penny Dreadful trong vai Vanessa Ives - Robin Wright – House of Cards trong vai Claire Underwood             |
| Diễn xuất trong phim truyền hình ca nhạc hoặc hài | |
| Nam diễn viên | Nữ diễn viên |
| - Gael García Bernal – Mozart in the Jungle trong vai Rodrigo de Souza - Aziz Ansari – Master of None trong vai Dev Shah - Rob Lowe – The Grinder trong vai Dean Sanderson, Jr. - Patrick Stewart – Blunt Talk trong vai Walter Blunt - Jeffrey Tambor – Transparent trong vai Maura Pfefferman        | - Rachel Bloom – Crazy Ex-Girlfriend trong vai Rebecca Bunch - Jamie Lee Curtis – Scream Queens trong vai Dean Cathy Munsch - Julia Louis – Phó tổng thống trong vai Selina Meyer - Gina Rodriguez – Jane the Virgin trong vai Jane Gloriana Villanueva - Lily Tomlin – Grace and Frankie trong vai Frankie Bergstein |
| Best Performance in a Miniseries or Television Film | |
| Golden Globe Award for Best Actor – Miniseries or Television Film | Golden Globe Award for Best Actress – Miniseries or Television Film |
| - Oscar Isaac – Show Me a Hero trong vai Nick Wasicsko - Idris Elba – Luther trong vai DCI John Luther - David Oyelowo – Nightingale trong vai Peter Snowden - Mark Rylance – Wolf Hall trong vai Thomas Cromwell - Patrick Wilson – Fargo trong vai State Trooper Lou Solverson                       | - Lady Gaga – American Horror Story: Hotel trong vai Elizabeth Johnson / The Countess - Kirsten Dunst – Fargo trong vai Peggy Blomquist - Sarah Hay – Flesh and Bone trong vai Claire Robbins - Felicity Huffman – American Crime trong vai Barbara "Barb" Hanlon - Queen Latifah – Bessie trong vai Bessie Smith     |
| Diễn xuất phụ trong phim truyền hình, phim truyền hình một tập hoặc loạt phim ngắn tập | |
| Nam diễn viên phụ | Nữ diễn viên phụ |
| - Christian Slater – Mr. Robot trong vai Mr. Robot - Alan Cumming – The Good Wife trong vai Eli Gold - Damian Lewis – Wolf Hall trong vai Henry VIII của Anh - Ben Mendelsohn – Bloodline trong vai Danny Rayburn - Tobias Menzies – Outlander trong vai Frank Randall / Jonathan "Black Jack" Randall | - Maura Tierney – The Affair trong vai Helen Solloway - Uzo Aduba – Orange Is the New Black trong vai Crazy Eyes - Joanne Froggatt – Downton Abbey trong vai Anna Bates - Regina King – American Crime trong vai Aliyah Shadeed - Judith Light – Transparent trong vai Shelly Pfefferman                              |
| Phim truyền hình một tập hoặc loạt phim ngắn tập hay nhất | |
| - Wolf Hall - American Crime - American Horror Story: Hotel - Fargo - Flesh and Bone | |

### Phim truyền hình được nhiều đề cử
13 phim truyền hình dưới đây nhận được nhiều hơn 1 đề cử:
| Số đề cử | Tên phim                     |
| -------- | ---------------------------- |
| 3        | American Crime               |
| 3        | Fargo                        |
| 3        | Mr. Robot                    |
| 3        | Outlander                    |
| 3        | Transparent                  |
| 3        | Wolf Hall                    |
| 2        | American Horror Story: Hotel |
| 2        | Empire                       |
| 2        | Flesh and Bone               |
| 2        | Mozart in the Jungle         |
| 2        | Narcos                       |
| 2        | Orange Is the New Black      |
| 2        | Phó tổng thống               |

### Phim truyền hình giành nhiều giải
2 phim sau giành nhiều hơn 1 giải:
| Số giải | Tên phim             |
| ------- | -------------------- |
| 2       | Mr. Robot            |
| 2       | Mozart in the Jungle |